# Dominik Baumgartner
Pour les articles homonymes, voir Baumgartner.
Dominik Baumgartner né le 20 juillet 1996 à Horn en Autriche, est un footballeur autrichien évoluant au poste de défenseur central au Wolfsberger AC.

## Biographie

### Débuts professionnels
Né à Horn en Autriche, Dominik Baumgartner est formé par le club de sa ville natale, le SV Horn. C'est avec ce club qu'il commence sa carrière professionnelle.
Le 11 janvier 2019, Dominik Baumgartner rejoint le VfL Bochum.

### Wolfsberger AC
Le 2 septembre 2019, Dominik Baumgartner est prêté pour une saison au Wolfsberger AC. Il fait sa première apparition sous ses nouvelles couleurs le 22 septembre 2019, lors d'un match de championnat face au TSV Hartberg. Il est titulaire et son équipe s'impose par deux buts à zéro.
Le 17 juillet 2020, Baumgartner s'engage définitivement avec le Wolfsberger AC, signant un contrat courant jusqu'en juin 2022, plus une année en option.

### En équipe nationale
Avec les moins de 19 ans, Baumgartner joue un total de six matchs dont cinq comme titulaire, entre 2013 et 2015.
Le 24 mars 2016, Dominik Baumgartner joue son premier match avec l'équipe d'Autriche espoirs, face à l'Ukraine. Il entre en jeu à la place de Christian Schoissengeyr (en) et son équipe s'incline sur le score de un but à zéro.

## Vie personnelle
Dominik Baumgartner est le frère de Christoph Baumgartner.